# Collegium Cantorum
Collegium Cantorum är en kammarkör i Uppsala Domkyrka med cirka 45 medlemmar. Kören grundades 1983 av Lars Angerdal och några sångare ur kören Schola Cantorum som önskade avancera i sin musikaliska utveckling. Kören leds från 2013 av domkyrkoorganist Ulric Andersson.
Kören är aktiv i Uppsala Domkyrka där man förutom ett antal egna konserter även deltar i högmässor och andra kyrkliga evenemang. Repertoaren är bred och sträcker sig från tidig renässansmusik till helt nyskrivna verk.

## Diskografi
- 2000 – The Messiah.[1]

- 2000 – From Generation to Generation.[2]

- 2000 – Das Alte Lied.

- 2009 – Älskade Psalmer i Uppsala Domkyrka.